# Acacia varians
Acacia varians é uma espécie de leguminosa do gênero Acacia, pertencente à família Fabaceae.